# Alvin Bragg
Alvin Leonard Bragg Jr., född 21 oktober 1973 i New York, är en amerikansk politiker och jurist som från 1 januari 2022 tjänstgör som New York Countys distriktsåklagare.
År 2021 blev han den första afroamerikan som valdes till den tjänsten. Bragg har tidigare tjänstgjort som förste biträdande justitieminister i delstaten New York och som biträdande åklagare i New Yorks södra distrikt.

## Biografi
Bragg är uppväxt i Harlem, och i en intervju med The American Prospect sade Bragg att han hade blivit "djupt påverkad av det straffrättsliga systemet - mest direkt genom tre egna incidenter med  NYPD".
Han tog examen från Trinity School innan han gick på Harvard College. Han avlade examen från Harvard med en Bachelor of Arts 1995 och juristexamen vid Harvard Law School, där var han även redaktör för Harvard Civil Rights–Civil Liberties Law Review.
Bragg var tjänsteman för den federala distriktsdomaren Robert P. Patterson Jr. innan han började på advokatfirman Morvillo Abramowitz Grand Iason & Anello som advokat, där hans arbete fokuserade på bedrägerier av tjänstemän och medborgerliga rättigheter.
År 2003 började han på kontoret för New Yorks justitieminister under Eliot Spitzer innan han blev chef för rättstvister och utredningar för New York City Council. 
År 2009 lämnade Bragg New York City Council för att fungera som assisterande federal åklagare i New Yorks södra distrikt. Bragg ledde avdelningarna för straffrätt och social rättvisa, övervakade stämningar som väckts av staten mot Donald J. Trump Foundation, Harvey Weinstein och The Weinstein Company.
Han lämnade tjänsten i december 2018 och blev professor vid New York Law School, där han var meddirektör för Racial Justice Project.
Den 6 september 2022 rapporterade The Washington Post att Steve Bannon skulle åtalas den 8 september av Braggs åklagare på samma anklagelser om bedrägeri som han federalt benådades för av dåvarande president Trump 2020.
Den 21 november 2022 rapporterade The New York Times att distriktsåklagarmyndigheten har satt igång en brottsutredning av förfarandet av Donald Trumps i samband med en av domstol tidigare klarlagd betalning till Stormy Daniels, som sagt att hon hade haft en affär med Trump. Bragg bekräftade för CNN i januari 2023 att undersökningen pågick. Den 30 januari presenterade kontoret bevis angående Trumps roll i betalningen för åtalsjuryn. Den 30 mars beslutade åtalsjuryn att väcka åtal mot Trump för 34 punkter av bokföringsbrott; Bragg skrev under åtalet och lämnade in det samma dag.